# Eastern Eye
Eastern Eye ist eine britische Wochenzeitung.

## Geschichte
Die Zeitung wurde 1989 von Sarwar Ahmed gegründet und beansprucht für sich, eine "asiatische Perspektive" abzubilden. Die Wochenzeitung erscheint freitags. Mitte 2008 lag die Auflage bei 20.000 gedruckten Exemplaren.
Die Zeitung gehörte zum Trinity Mirror Verlag, 2009 wurde sie an die  Asian Media & Marketing Group (kurz: Asian Media Group (AMG)) verkauft.